# Sás

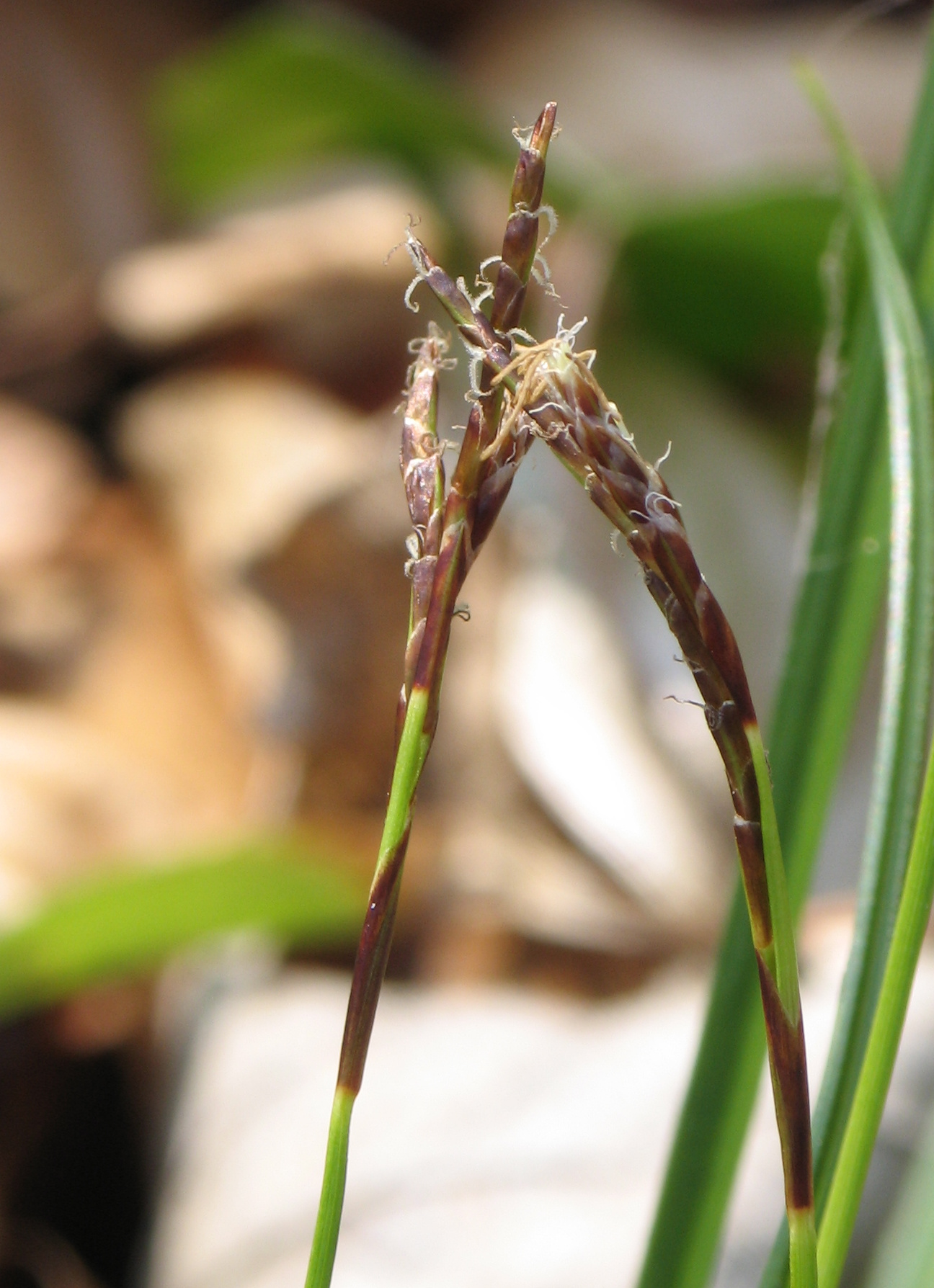
Ujjas sás

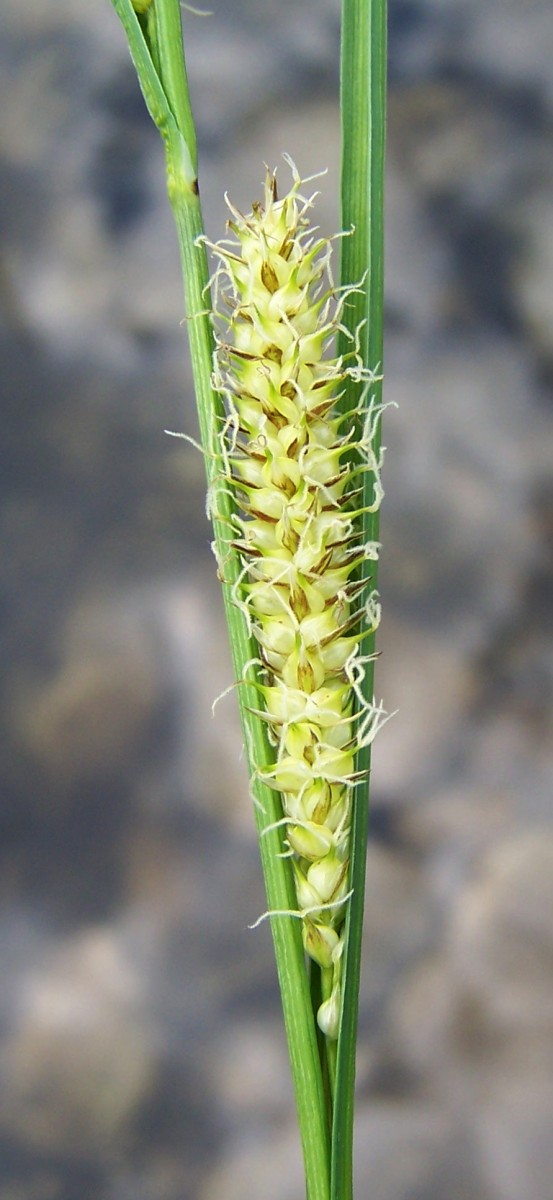
Csőrös sás

A sás (Carex) a perjevirágúak (Poales) rendjébe, a palkafélék (Cyperaceae) családjába tartozó növénynemzetség, a palkafélék legfajgazdagabb nemzetsége. Esetenként más nemzetségbe tartozó növényfajok közönséges nevében is szerepelhet a „sás” szó.

## Származása, elterjedése
A nemzetséget Carl von Linné írta le Species Plantarum c. munkájában 1753-ban. Az ide tartozó fajok számát 1100 és 2000 közé teszik. Az egész világon elterjedt, de főleg a mérsékelt égövben. Magyarországon mintegy 70 faja él.

## Megjelenése, felépítése
Rokonaitól, a perjeféléktől (Poaceae) jól megkülönbözteti, hogy nincs üreges szalmája: szárát mindig bél tölti ki. Virágai külön termőszáron fejlődnek: külön a sárga, porzós és külön a termős füzérvirágok. Utóbbiak eleve termésre emlékeztető, tömlőcske alakúak: a felfújt tömlőből csak a bibeszál áll ki.

## Életmódja, termőhelye
A legtöbb (de nem az összes) sásfaj mocsarakban, lápokban, egyéb vizes élőhelyeken nő, ezekben gyakran dominálnak — több fajuk azonban erdők aljnövényzetében, illetve sziklákon alkot összefüggő gyepeket.
Csekély ásványi tápanyagigénye miatt a legtöbb sásfaj érzékeny a műtrágyákra, a meszet is beleértve. Műtrágyázás hatására populációik gyorsan csökkennek, mert a tápanyagigényesebb fajok elnyomják őket.

## Válogatott fajlista
| - éles sás (Carex acuta, C. gracilis) L. - mocsári sás (Carex acutiformis) Ehrh. - tengerparti sás (Carex arenaria) L. - fehér sás (Carex alba) - Carex albida - Carex aligata - Carex asturica Boiss. - rostos tövű sás (Carex appropinquata, Carex paradoxa) Schumacher - Carex atrofusca - Carex binervis Sm. - cseh sás (Carex bohemica) - Carex brevicollis DC. - Carex brevior - Carex breweri - Carex brachystachys - rezgő sás (Carex brizoides) L. - bánsági sás (Carex buekii) Wimm. - Buxbaum-sás (Carex buxbaumii) - Carex caespitosa L. - Carex camposii Boiss. et Reuter - szürkés sás (Carex canescens) L. (syn. C. cinerea Poll.) - Carex capillaris L. - Carex capitata - Carex caryophyllea Latourrette - Carex chordorrhiza Ehrh. - Carex curvula Al. - Carex cyperoides - lápi sás (Carex davalliana) Sm. - Carex davisii - Carex demissa Hornern. - Carex depauperata Curtis ex With. - Carex despressa Link - hengeres sás (Carex diandra) - ujjas sás (Carex digitata) L. - Carex distachya Desf. - réti sás (Carex distans) L. - kétsoros sás (Carex disticha) Hudson - csátés sás (Carex divisa) Hudson - zöldes sás Carex divulsa Stokes - Carex dioica - Carex dolichostachya - Carex durieui Steudel - töviskés sás (Carex echinata) Murray - zsombéksás All. (Carex elata = Carex stricta = Carex ellata) - nyúlánk sás (Carex elongata) L. - Carex ericetorum Pollich - Carex extensa Good. - Carex ferruginea Scop. - Carex festucacea - Carex filiformis L. - Carex fimbriata - Carex firma - deres sás Carex flacca Schieber - sárga sás (Carex flava) L. - Carex globularis L. - Carex gracilis Curt. lásd: éles sás (C. acuta) - Carex grayi - Carex guestphalica - sziklai sás (Carex halleriana) Amo - Carex haydeniana Olney - borzas sás (Carex hirta) L. - Carex hispida Willd. - Carex hordeistichos Vill. - barna sás (Carex hostiana), DC. - törpe sás (lappangó sás, Carex humilis) Leysser - Carex hystericina - Carex jamesii Schwein | - Carex lachenalii Schkuhr - sima sás (Carex laevigata) Sm. - gyapjas magvú sás (Carex lasiocarpa) - tölgyes sás (Carex leersii) F.W. Schultz - pikkelyes sás (Carex lepidocarpa) - semlyéksás (Carex limosa) - fényes sás (Carex liparocarpos) Gaudin - Carex loliacea (kép) - Carex longii - Carex lyngbyei - Carex macloviana - Carex macrostylon Lapeyr. - Carex mairii Cosson et Germ. - Carex maritima - bókoló sás (Carex melanostachya) - sárgás sás (Carex michelii) - Carex microglochin - Carex monostachya - hegyi sás (Carex montana) L. - Carex muricata L. - Carex muskingumensis Nutt. - berki sás (Carex nemorosa) lásd: rókasás (C. vulpina) - fekete sás (Carex nigra) (L.) Reichard - Carex nudata S.Watson - Carex obtusata - Carex oedipostyla Duval-Jouve - Carex ornithopoda Willd. - berki sás Carex otrubae Podp. - nyúlsásCarex ovalis Gooden - sápadt sás Carex pallescens L. - muharsás (Carex panicea) L. - bugás sás (Carex paniculata) L. - berzedt sás (Carex pairaei) - Carex pauciflora Lightf. - Carex paupercula Michx. - Carex paridoxa - Carex parviflora Host. - Carex pendula Hudson - Carex pensylvanica - Carex pilulifera L. - bükksás (szőrös sás, Carex pilosa) - Carex polymorpha - korai sás (Carex praecox) Schreber - Carex pulicaris L. - villás sás (Carex pseudocyperus) L. - Carex pulicarus - Carex punctata Gaudin - Carex pyrenaica Wahlenb. - ritkás sás Carex remota L. - parti sás (Carex riparia) Curtis - csőrös sás (Carex rostrata) Stokes - Carex rupestris - Carex scopulorum Vill. - Carex sempervirens Vill. - Carex serotina Mérat - Carex serpenticola - Carex siderosticha - Carex simpliciascula - Carex solandri - Carex sparganioides - Carex spicata Hudson - Carex spissa - szittyós sás (keskeny levelű sás, Carex stenophylla) Wahlenberg - borostás sás (Carex strigosa) Hudson - erdei sás (Carex sylvatica) Hudson - hengeres sás (Carex teretiuscula, Carex diandra) - árnyéki sás (Carex umbrosa) Host - hólyagos sás (Carex vesicaria) L. - rókasás(Carex vulpina) L. - Carex wahuensis |

## Magyarország tájegységeinek sásfajai
| Magyarország hegységeinek sásfajai    |        |          |            |         |         |       |        |       |        |                  |
| Hegységek                             | Bakony | Börzsöny | Bükk-vidék | Cserhát | Gerecse | Mátra | Mecsek | Pilis | Vértes | Zempléni-hegység |
| Sásfélék Carex                        |        |          |            |         |         |       |        |       |        |                  |
| éles sás (Carex acuta)                |        |          |            |         |         | Van   |        |       |        |                  |
| fehér sás (Carex alba)                | Van    |          |            |         |         |       |        |       |        |                  |
| rostostövű sás (Carex appropinquata)  | Van    |          |            |         |         |       |        |       |        |                  |
| mérges sás (Carex brevicollis)        |        |          | Van        |         |         |       |        |       |        |                  |
| rezgő sás (Carex brizoides)           |        |          |            |         |         |       |        |       |        | Van              |
| bánsági sás (Carex buekii)            |        |          |            |         |         | Van   |        |       |        |                  |
| hengeres sás (Carex diandra)          |        |          |            |         |         |       |        |       |        | Van              |
| zöldes sás (Carex divulsa)            |        |          |            |         |         |       | Van    |       |        |                  |
| nyúlánk sás (Carex elongata)          | Van    |          |            |         |         | Van   |        |       |        |                  |
| sárga sás (Carex flava)               | Van    |          |            |         |         |       |        |       |        | Van              |
| deres sás (Carex flacca)              |        |          |            |         |         |       |        |       | Van    |                  |
| sziklai sás (Carex halleriana)        |        | Van      |            | Van     |         |       |        |       |        |                  |
| barna sás (Carex hostiana)            |        |          |            |         |         |       |        |       | Van    |                  |
| törpe sás (Carex humilis)             |        | Van      | Van        |         |         | Van   |        |       |        |                  |
| pikkelyes sás (Carex lepidocarpa)     |        |          |            |         |         |       |        |       |        | Van              |
| sárgás sás (Carex michelii)           |        |          | Van        |         |         |       |        |       |        |                  |
| hegyi sás (Carex montana)             |        |          |            |         |         |       |        |       |        | Van              |
| fekete sás (Carex nigra)              |        |          |            |         |         |       |        |       |        | Van              |
| berki sás (Carex otrubae)             |        |          |            |         |         |       |        |       |        | Van              |
| muharsás (Carex panicea)              |        |          |            |         |         | Van   |        |       |        |                  |
| bugás sás (Carex paniculata)          | Van    |          |            |         |         | Van   |        |       |        |                  |
| lecsüngő sás (Carex pendula)          | Van    |          |            |         |         | Van   | Van    |       |        |                  |
| bükksás (Carex pilosa)                |        |          | Van        |         |         |       | Van    |       |        | Van              |
| ritkás sás (Carex remota)             |        |          |            |         |         |       | Van    |       |        | Van              |
| csőrös sás (Carex rostrata)           |        |          |            |         |         | Van   |        |       |        |                  |
| keskenylevelű sás (Carex stenophylla) |        | Van      |            |         |         |       |        |       |        |                  |
| erdei sás (Carex sylvatica)           |        |          |            |         |         |       | Van    |       |        |                  |
| molyhos sás (Carex tomentosa)         |        |          |            |         |         |       |        |       |        | Van              |
| rókasás (Carex vulpina)               |        |          |            |         |         |       |        |       |        | Van              |

### Fordítás
- Ez a szócikk részben vagy egészben a Carex című angol Wikipédia-szócikk ezen változatának fordításán alapul.  Az eredeti cikk szerkesztőit annak laptörténete sorolja fel. Ez a jelzés csupán a megfogalmazás eredetét és a szerzői jogokat jelzi, nem szolgál a cikkben szereplő információk forrásmegjelöléseként.